# 프로퍼블리카

프로퍼블리카(ProPublica)는 미국의 비영리 인터넷 언론이다. 공공의 이익을 위한 '돈과 권력으로부터 독립'을 표명한다. 탐사 보도는 정규직원들이 제작하고 협력 언론사들에 무료로 배포되어 보도된다. 프로퍼블리카 기자들과 협력 언론사들이 함께 기사를 작성하기도 한다. 60 Minutes, ABC 월드 뉴스, 비지니스 위크, CNN, 프론트라인, 로스앤젤레스 타임스, 뉴욕 타임스, 뉴스위크, USA 투데이, 워싱턴 포스트, 허핑턴 포스트, 내셔널 퍼블릭 라디오 등 90개 이상의 언론 매체들과 협력관계에 있다.

## 역사
월스트리트 저널 편집장을 지낸 폴 스타이거와, 뉴욕 타임스 탐사보도 전문기자이자 오리고니언 편집장을 지낸 스티븐 엔절버그 등이 2007년 창립했다.

## 수상
2010년에 온라인 언론사로는 최초로 퓰리처상을 받았다.